# هيرمان آدم
هيرمان آدم (بالإسبانية: Herman Adam)‏ هو منافس ألعاب قوى مكسيكي، ولد في 2 أغسطس 1965.

## وصلات خارجية
- هيرمان آدم على موقع الاتحاد الدولي لألعاب القوى (الإنجليزية)
- هيرمان آدم على موقع أوليمبيديا (الإنجليزية)